# 矢澤勝幸
矢澤 勝幸（やざわ かつゆき、1952年（昭和27年） - ）は、日本の銀行家。愛知銀行代表取締役頭取。

## 来歴
愛知県出身、中央大学法学部卒業。1975年に中央相互銀行（現在の愛知銀行）に入行し、2007年に取締役に就任する。2015年に幅健三の後任として頭取に就任する。
2019年6月、伊藤行記に頭取を譲り退任。

## 経歴
- 1975年（昭和50年） - 中央相互銀行（現・愛知銀行）に入行。
- 2005年（平成17年）-同行業務監査部長に就任。
- 2007年（平成19年）-同行取締役業務監査部長に就任。
- 2013年（平成25年）6月 - 同行専務に就任。
- 2015年（平成27年）6月26日 - 同日付で幅健三頭取が退任した後を受けて、愛知銀行頭取に就任[1][3][4]。